# 第18號鋼琴奏鳴曲 (貝多芬)
降E大調第18號鋼琴奏鳴曲，作品編號31之3，是貝多芬的鋼琴奏鳴曲，於1802夏天完成，本曲與同作品編號的第16號及第17號為同時期作品，但起筆時間都比其餘兩首遲，最終三首作品於1805年被輯在一起同時出版。
後世有人為作品加上「狩獵」的別名，不過這完全不是貝多芬的意思，而在首版和早期出版的樂譜中，也沒有加入這樣的副題。
全曲的演奏時間為20-23分鐘。

## 背景
第16-18號的三首奏鳴曲原是貝多芬與蘇黎世的出版商負責人漢斯·喬治·內格利洽談之作，為他所出版的《鍵盤手曲集》（Repertoire des Clavecinistes）提供歌曲，可是，貝多芬卻不知道他弟弟卡斯帕原來亦把相同的奏鳴曲跟萊比錫的布賴特科普夫與黑特爾音樂出版社洽談出版，結果，兩兄弟為此引發了一場大吵架，埋下了兩人一直不咬弦的狀況。最終，貝多芬仍然遵守承諾，把這三首作品交予內格利發行。不過，後來貝多芬才發覺內格利的版本既有錯處，更甚是在中間竟然插入了一些貝多芬未有寫過的小節，令他非常憤怒。貝多芬的後期助手費迪南德·里斯在其回憶錄中有這樣的形容：
|  | When the corrected document arrived I found Beethoven writing. 'Play the sonatas through', he told me but remained seated at his desk. There were numerous mistakes, which made him very impatient. At the end of the first Allegro of the G-major sonata Nägeli had even added four measures [...]. When I played them, Beethoven jumped up in rage, rushed up to me, pushed me away from the piano and shouted: 'Where in the world is that written?' – When he saw the notes printed this way, his astonishment and indignation were unbelievable.' |

貝多芬原本打算在《萊比錫音樂廣訊報》（Leipziger Allgemeine musikalische Zeitung）刊登廣告，反應內格利版本的錯處，但最終貝多芬把樂譜交予波恩的西姆羅克出版社重新發行，並在封面上標示了「正確的版本」（édition très correcte）。

## 樂曲結構
本奏鳴曲共有四個樂章，分別是：
- 第一樂章：快板（Allegro）
- 第二樂章：詼諧曲：活潑的小快板（Allegretto vivace）
- 第三樂章：小步舞曲：優雅的中板（Moderato e grazioso）
- 第四樂章：火熱的急板（Presto con fuoco）

## 樂曲分析
本奏鳴曲是絕少全部樂章均依從奏鳴曲式格式寫成。同時也是沒有包涵任何慢樂章在內。

## 引用
聖桑的作品35《貝多芬主題及變奏曲》中的主題，便是採用了當中小步舞曲中的主題部份。

## 外部連結
- 波恩貝多芬之家有關《第16號》、《第17號》及《第18號鋼琴奏鳴曲》資料（德文）
- 希夫·安德拉斯談論貝多芬的《第18號鋼琴奏鳴曲》 （页面存档备份，存于）
- 貝多芬《第18號鋼琴奏鳴曲》：国际乐谱典藏计划上的乐谱
- 帕福利·江珀潘恩（Paavali Jumppanen）於伊莎貝拉嘉納藝術博物館內的演奏版本
- 贝多芬《第18号钢琴奏鸣曲》创作历程的介绍及对音乐内容的评论（英文）